# Gare de Toijala
La gare de Toijala (en finnois : Toijalan rautatieasema) est une gare du réseau  ferroviaire de Finlande située à Toijala dans la commune d'Akaa en Finlande.

## Histoire
En 2008, la gare a accueilli  286 000 voyageurs.